# Fältskikt
Fältskiktet är inom botaniken den del av vegetationen som utgörs av ris, örter, graminider, ormbunkar, fräkenväxter och lummerväxter. Även småplantor av träd och buskar (lägre än 50 cm) kan räknas in. Fältskiktet är vanligen högre än bottenskiktet, men på vissa hedmarker med frodvuxna renlavar kan det omvända gälla.
I Nordens skogar avspeglar fältskiktets artsammansättning framför allt näringstillgången. På de kargaste markerna förekommer endast olika ris, men med ökande näringstillgång ökar inslaget av först lågörter och sedan högörter.